# Línea C-4 (Cercanías Valencia)
La línea C-4 de Cercanías Valencia recorría 2 km a lo largo de la provincia de Valencia (Comunidad Valenciana, España) entre las estaciones de Valencia-San Isidro y Chirivella-El Alter. A su paso, discurría por los municipios de Valencia y Chirivella.
Dejó de prestar servicio desde  el 3 de abril de 2020, debido a la crisis derivada de la Covid-19. Sin embargo, el servicio no se reanudó con el paso del tiempo, como ocurrió por el contrario con el resto de servicios de Cercanías Valencia. Adif ha puesto a disposición del Ayuntamiento de Chirivella los terrenos correspondientes al talud ferroviario de la línea desde la bifurcación de la línea Valencia-Utiel hasta el apeadero ferroviario de Chirivella-El Alter, por lo que no se plantea la continuidad del servicio de la línea.

## Historia
El origen de la línea se remonta a cuando se puso en funcionamiento, el día 23 de mayo de 1889, la sección de Manises del ferrocarril Valencia-Liria de vía ancha. Esta línea tenía su inicio en la estación que la compañía de ferrocarriles de Valencia y Aragón tenía en las inmediaciones del Jardín Botánico de Valencia. La Compañía de Caminos de Hierro del Norte absorbió en 1940 lo que ya era una empresa ruinosa, pasando a ser la estación término de la línea la Estación del Norte de Valencia.
Tras la riada de 1957 la línea quedó gravemente afectada tanto en Villamarchante como en la propia Valencia, así que la modificación del cauce del río Túria que se aplicó en el llamado Plan Sur obligó a desviar la línea junto con la línea Madrid-Valencia por el sur en paralelo al nuevo cauce y su desvío, una vez atravesado el río por un puente, por Chirivella hasta empalmar con la antigua traza.
Fruto de este desvío, finalizado en 1969, se originaron las estaciones de Vara de Quart y Posteriormente la de Xirivella-L'Alter. También como consecuencia de este cambio se suprimió la parada de Mislata. Como curiosidad cabe destacar que este tramo creado 80 años después que el resto de la línea es el único que permaneció en funcionamiento hasta abril de 2020. 
Hasta el año 1984 fue prestado el servicio hasta la localidad de Liria, pero el hecho de que era altamente deficitaria, de que la capital edetana y Benaguacil contaran con una parada de vía estrecha (FEVE y, posteriormente, en 1986, FGV)  y de que Villamarchante tuviera a más de 2 km su estación hizo que se suprimieran las paradas ferroviarias de Liria, Benaguacil y Villamarchante el 1 de enero de 1985 como resultado del Contrato Programa de 1984 que emprendió la compañía RENFE, dejando como estación término la estación de Ribarroja del Turia. Aun así, en años posteriores se siguió utilizando este tramo para el tráfico de mercancías hasta principios de los años 90, siendo desmantelado en 1998.
No fue hasta 1992 cuando la línea pasó a formar parte de la red de Cercanías Valencia, con la denominación actual, , aunque hasta 1996 los servicios eran prestados por trenes regionales cedidos a Cercanías. En principio, contaba con las estaciones de Valencia-Estación del Norte, Vara de Cuart, Chirivella (ahora Chirivella-El Alter), Cuart de Poblet, Manises, Manises-Aeropuerto, La Presa, Masía de Traver y Ribarroja del Turia.
En el año 2004 fue aprobado un acuerdo entre el Ministerio de Fomento y la Generalidad Valenciana en el que la explotación del tramo Aeropuerto-Valencia pasaría a asumirse por la línea  de Metrovalencia en sustitución de la , y a su vez el metro daría servicio a Ribarroja del Turia y a Villamarchante, recuperando así la conexión ferroviaria perdida en 1984 por esta última.
En el año 2005 fue interrumpida la circulación en el tramo entre Cuart de Poblet y Ribarroja del Turia con motivo de las obras para transformarlo en línea de metro.
La línea  pasó a circular entre las estaciones de Valencia-Norte y Cuart de Poblet.
En el año 2007 se inauguró el tramo de la línea 5 de Metrovalencia entre Mislata y el Aeropuerto de Valencia, provocando el cese del servicio a Cuart de Poblet, pero el alcalde de Chirivella mediante presiones políticas consiguió que la línea se mantuviera circulando en el tramo Valencia-Norte - Chirivella-El Alter con tan solo 3 estaciones en servicio.
En 2008, con motivo de las obras del acceso de la línea de alta velocidad a Valencia, entró en servicio la estación de Valencia-San Isidro (en sustitución de Vara de Cuart); en abril de ese año fue suprimida la parada de Valencia-Norte para las líneas C-3 y C-4 que comparten misma vía de Norte hasta bifurcarse en San Isidro, debido a la interrupción de la circulación ferroviaria entre esta y Vara de Cuart en una parte de su trazado que une ambas estaciones (ahora Valencia-San Isidro), quedando finalmente 2 paradas en total en forma de simple ramal de la C-3 con bifurcación a la C4 en la salida en sentido Madrid de la estación San Isidro. Conclusión: C-4 con solo 2 paradas Chirivella-El Alter y San Isidro, cabecera temporal de C-3 y C-4 hasta la terminación del túnel paralelo al de la línea de alta velocidad para que vuelvan a llegar al centro de la capital por dicho túnel en vía doble electrificada pero los trabajos de dicho túnel para salvar la conexión entre San Isidro y Norte/Tarongers/Joaquín Sorolla se dilatan ya demasiado en el tiempo a pesar de estar ya bastante avanzadas, siendo necesario hacer transbordo en San Isidro para seguir en Metrovalencia hasta Norte.
En 2016 se recuperó la conexión entre Vlc-San Isidro y Vlc-Norte, mediante inversión de marcha en Vlc-Fuente de San Luis para la línea C-3 y servicios de media distancia, no así para la línea C-4, que siguió teniendo dos estaciones.
Desde el 3 de abril de 2020 esta línea está sin servicio, y a finales de 2021 se acordó su desmantelamiento definitivo.

## Futuro
Actualmente la línea  está siendo desmantelada. Mediante la construcción de una nueva parada en la línea C-3 a 200 m de la parada actual de Chirivella-Alter situada entre las estaciones de Valencia-San Isidro y la de Chirivella-Alquerías, se pretende desmantelar por completo la C-4 y permitir su integración total en la C-3. 
Está prevista la construcción de un túnel pasante a través de la ciudad de Valencia que permita a las líneas C-1, C-2 y C-3 (esta última incluyendo la nueva parada de Chirivella) acceder al norte de la ciudad con nuevas paradas como Aragón o Tarongers-Universidades.
Como solución de continuidad, para recuperar la conexión de esta línea y la C-3 con el Corredor Mediterráneo y el centro de la ciudad de Valencia, hay ya terminado un tercer túnel (todavía sin servicio comercial de viajeros ni mercancías) además de los otros 2 construidos (el primero para la LAV a Cuenca y Madrid y el segundo sin continuidad, que debería haber llegado directamente hasta Norte), que comunica con el puerto de Valencia cruzando bajo la playa de vías de acceso a las estaciones de Norte y Joaquín Sorolla. Una vez en el puerto bien se puede invertir la marcha hasta Norte o seguir adentrándose hacia el Corredor Mediterráneo, a Castellón y Barcelona, o hacia bien hacia Alicante.
También hacia Alicante hay trazado un ramal de Mercancías hacia la factoría de Ford en Almusafes, cuyo punto de conexión e inicio del ramal se encuentra justo antes de entrar al tercer túnel de la futura conexión de la C-4 con el Mediterráneo, pero los trenes procedentes de San Isidro deberán invertir la marcha para poder acceder al nuevo Ramal de Almusafes.
El proyecto de la Estación Central y el túnel pasante se encuentran en periodo de información pública.